# Lodewijk II van Bourbon-Condé

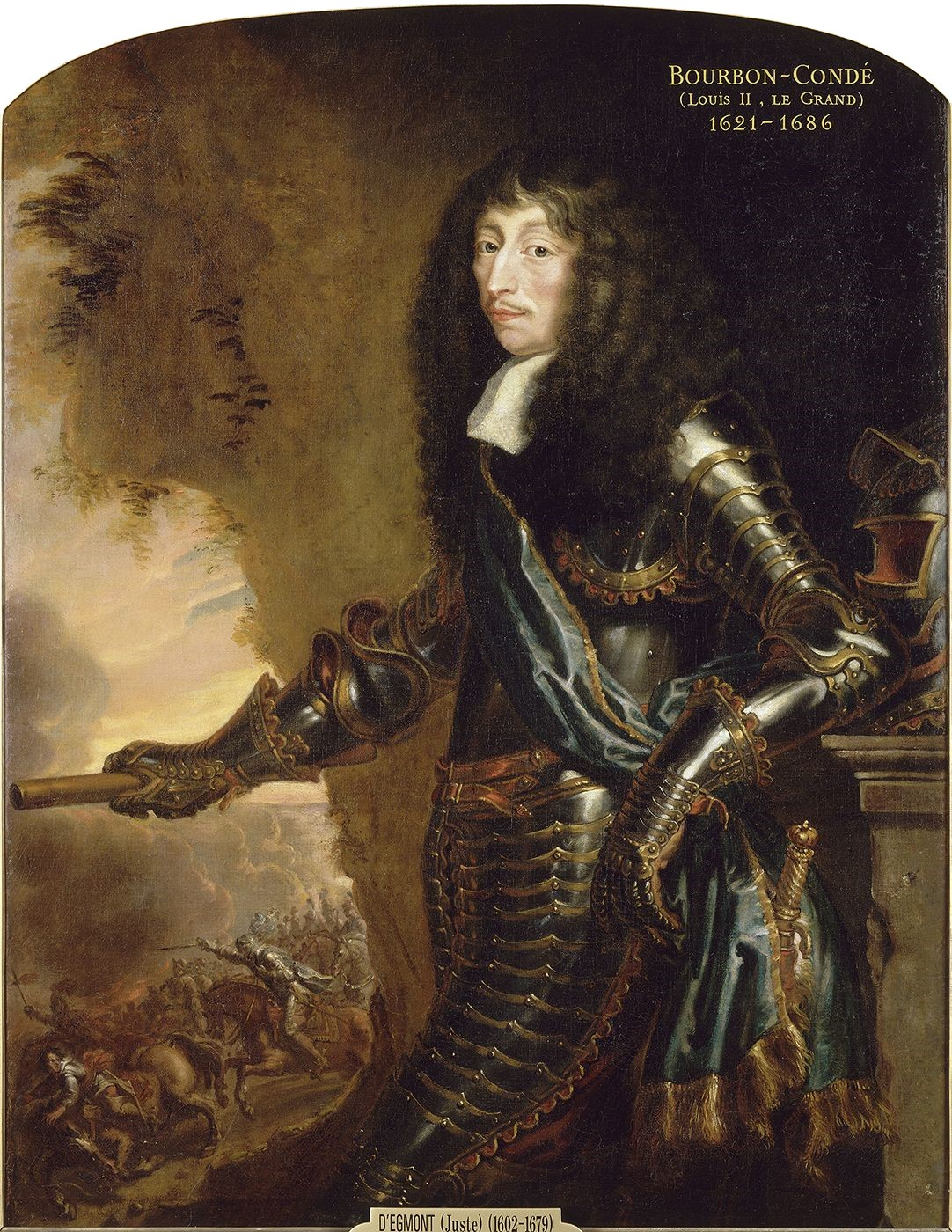
Lodewijk, de Grote Condé
(1654/58), Justus van Egmont, Musée Condé, Chantilly

Lodewijk II van Bourbon, prins van Condé (Parijs, 7 september 1621 - Kasteel Fontainebleau, 11 december 1686), door Lodewijk XIV de Grote Condé genoemd, was een Frans militair genie, een van de bekwaamste veldheren in de 17e eeuw. Hij was een telg uit het huis Bourbon-Condé en sinds zijn vijfde hertog van Enghien. Op 25-jarige leeftijd erfde hij de titels gouverneur van Picardië en Bourgondië; hertog van Montmorency, pair van Frankrijk en prins van Condé. Hij was verwant aan de Franse koning Lodewijk XIII en een prins van den bloede.
Condé was een tegenstander van kardinaal Mazarin en gaf leiding aan La Fronde. Hij was de centrale figuur in de strijd tussen de Spaanse en Franse kroon die in het midden van de 17e eeuw woedde, toen Lodewijk XIV nog minderjarig was. In 1672 ondernam Condé een veldtocht tegen de Republiek der Zeven Verenigde Nederlanden met als doel het Franse grondgebied naar het noorden uit te breiden.

## Leven

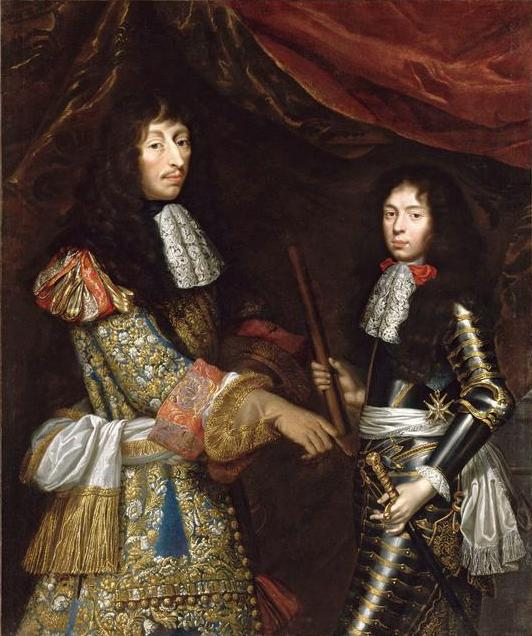
Condé met zijn zoon Hendrik Julius
(1662/66), mogelijk door Claude Lefèbvre, Versailles

Lodewijk werd geboren als oudste zoon van prins Hendrik II van Bourbon-Condé en prinses Charlotte Margaretha van Montmorency. Hij had een oudere zus Anna Genoveva (1619-1679). die met de hertog Hendrik II van Longueville trouwde. Hij had ook een jongere broer Armand van Bourbon, de Prins van Conti, die met Anne Martinozzi, een nichtje van kardinaal Jules Mazarin in het huwelijk trad. Lodewijk was buitengewoon begaafd en kreeg een uitstekende opleiding in het jezuïetenklooster van Bourges. Zijn vader bemoeide zich met alles, zelfs met zijn kleding; zelfs nog in het jaar dat hij 18 was. Hij had ook een gouden hekje om de schoolbank van zijn zoon laten zetten, om te benadrukken dat Louis een prins van koninklijken bloede was.
Na Bourges ging Lodewijk enkele jaren naar l'Académie Royale, waar hij zich bekwaamde als militair en ruiter. Op zijn zestiende (1637) werd Lodewijk waarnemend-gouverneur van Picardië en Bourgondië omdat zijn vader op een veldtocht was. In 1637 werd de Bourgogne vanuit de Franche-Comté aangevallen door een relatief klein regiment Spanjaarden. Condé twijfelde geen moment en trok eropuit om de vijand terug te slaan, hetgeen hem probleemloos lukte. Lodewijk XIII kwam hem kort daarna bezoeken op het familielandgoed in Vallery in (Bourgondië), en schreef aan zijn achterneef die nog steeds in Italië (vermoedelijk in Piëmont) verbleef: "De ontvangst was eenvoudig, maar uitstekend verzorgd, alle lof voor uw zoon Lodewijk."
In 1641 trouwde Lodewijk met een nichtje van Richelieu, Claire-Clemence de Maille-Brézé, een 12-jarig kind. Dit huwelijk werd zonder zijn medeweten geregeld door zijn vader, die na de mislukte veldtocht in Italië naar andere manieren zocht om de banden met De Richelieu strak te houden. Lodewijk zelf verzette zich hevig tegen het huwelijk. Claire-Clemence was onooglijk, saai en ze had nauwelijks een opleiding genoten. Daarnaast kwam ze uit de lagere adel, hetgeen de jonge Lodewijk niet zinde. Hij stemde uiteindelijk in met het huwelijk, maar keek nauwelijks naar zijn vrouw om en was haar niet trouw. Hij liet haar zelfs opsluiten, nadat het gerucht ging dat zij een affaire had met een bediende. Deze beschuldiging werd overigens niet breed geloofd en men ging ervan uit dat Lodewijk het gerucht zelf had verspreid om zo haar opsluiting te rechtvaardigen. Maille-Brézé vertoonde op latere leeftijd ernstige krankzinnigheid, een erfelijke factor die het geslacht Condé nog generaties zou beïnvloeden. Het echtpaar kreeg een zoon, Henri-Jules, of 'de Zotte', vernoemd naar zijn grootvader en toenmalige minister Jules Mazarin.

## Slag om Rocroi

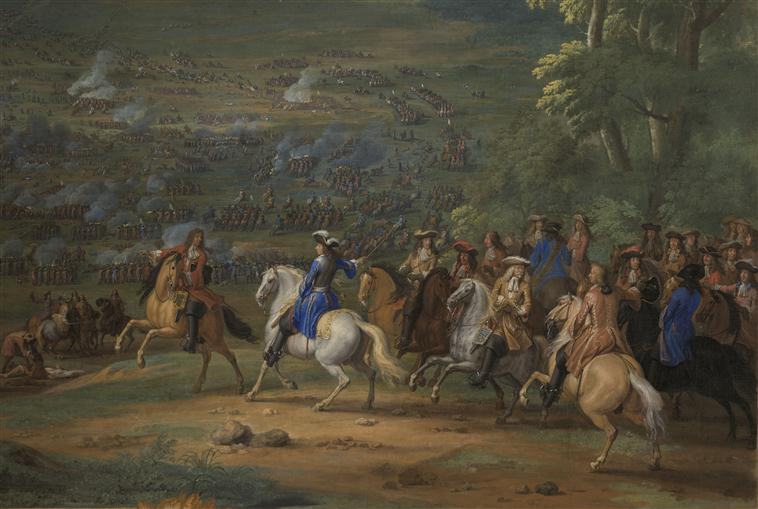
Slag bij Rocroi (detail)
Sauveur Le Conte, Musée Condé, Chantilly

Op 19 mei 1643 hielp Condé bij de Slag bij Rocroi het Franse leger aan een overwinning op het Spaanse leger. De machtige Armand du Plessis, hertog van Richelieu, kardinaal en eerste minister van Lodewijk XIII, overleed in 1642. Hij had Jules Mazarin als zijn opvolger aangewezen, en zowel hem als de koning geadviseerd om de dan 22-jarige Lodewijk het bevel over de (noordelijke) strijdkrachten te geven. Op het overlijden van De Richelieu, adviseerde Conde-duque Olivarès, ofwel Gaspar de Guzmán y Pimentel eerste adviseur van Spanje, koning Filips IV om Frankrijk bij Rocroi binnen te vallen om zo via Reims naar Parijs door te stoten.
Koning Lodewijk XIII, die aan de ziekte van Crohn leed, zei op zijn sterfdag 14 mei 1643 tegen zijn achterneef, Henri van Bourbon-Condé: "Mijn vijanden staan aan de poort, maar gelukkig zal uw zoon hen verjagen." Condé was op dat moment in de abdij van Fervaques aan de Somme. Het Franse leger bevond zich die dag al in Saint-Quentin.
Condé stond uiteindelijk met 22.000 piekeniers en voetvolk, 6.000 cavaleristen en dragonders, en 12 stuks zwaar geschut (kanonnen) tegenover de Portugees Don Francisco de Mello. Die had 18.000 piekeniers en voetvolk, 8.000 cavaleristen en dragonders en 18 stuks geschut van lichtere klasse. Condé viel De Mello op 19 mei om 03.00 uur 's nachts aan, nadat een diep nederige deserteur uit het Spaanse regiment hem vertelde dat de Spanjaarden in de ochtend versterking van het Zesde Spaanse Tercio (3.000 cavaleristen) onder commandant Beck verwachtten. Na een bijna acht uur durende strijd volgde victorie. De overwinning was een cruciaal moment voor Frankrijk, een keerpunt in de geschiedenis, en betekende het einde van de Spaans-Habsburgse hegemonie op het continent en van de Dertigjarige Oorlog. Conde-duque Olivarès moest mede door deze misser het veld ruimen als eerste adviseur.
Vervolgens veroverde Condé Diedenhofen en nam hij enkele dagen vrijaf om zijn overwinning aan de dan vijfjarige Louis XIV en regentes Anna van Oostenrijk aan te bieden. De buitgemaakte vaandels werden ceremonieel door Gourville naar de Notre Dame te Parijs gebracht, waarna een Te Deum werd uitgevoerd.

## Freiburg im Breisgau

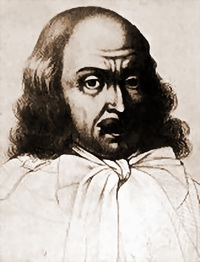
Franz von Mercy

Op 3, 5 en 9 juli 1644 snelde Condé maarschalk Turenne te hulp in de strijd tegen de Beierse edelman Franz von Mercy die zich op de heuvels (de Schönberg) van Freiburg im Breisgau in loopgraven had verschanst. Tot ver in de avond van 3 juli teerde Condé in op zijn manschappen. De Fransen moesten tegen het vijandelijk vuur in de heuvels op en verloren 3.000 man tegen enkele honderden aan de Beierse kant. Toen het rond middernacht begon te regenen, hielden de Fransen hun kruit niet droog en stopte de strijd.
Condé en Turenne hadden Von Mercy inmiddels via twee zijden van de heuvel in de tang, maar Von Mercy zag zijn kans schoon en verplaatste zijn troepen naar de achtergelegen Batzenberg. Daar bereikte hij in één nacht, waar hij voordien maanden voor nodig had gehad (loopgraven en barricades). De Beierse commandant Jan von Werth schreef over die nacht: "Het was een koude, niet aflatende regen, die de arme knechten veel pijn deed. Maar ik geloof dat deze van God kwam, zodat de vijand ons niet kon grijpen voordat we (opnieuw) in de berg waren ingegraven."
Op 5 juli deed Condé een tweede poging, maar door de enorme verliezen van 3 juli ontbrak het de Fransen aan vechtlust en Condé wist slechts terreinverlies te voorkomen. Toen sneden ze Von Mercy af van zijn konvooi met paardenvoer. Na een kort maar bloedig gevecht op 9 juli bliezen de Beieren de aftocht, om dezelfde dag nog in het 70 km verder gelegen Villingen aan te komen. Tijdens de driedaagse strijd sneuvelde Caspar von Mercy, de jongere broer van generaal Franz Freiherr von Mercy, die een regiment cavaleristen en dragonders aanvoerde. Jan von Werth verloor alleen zijn strijdros. Over het gevecht op 9 juli schreef Von Werth: "Tijdens de twintig jaar in dit bloedige beroep heb ik nooit zo'n slachtpartij gezien." De totale verliezen van Frankrijk bedroegen toen ruim 6.000 van 16.000 man, tegenover 1.100 doden bij de Beieren op 20.000 man.

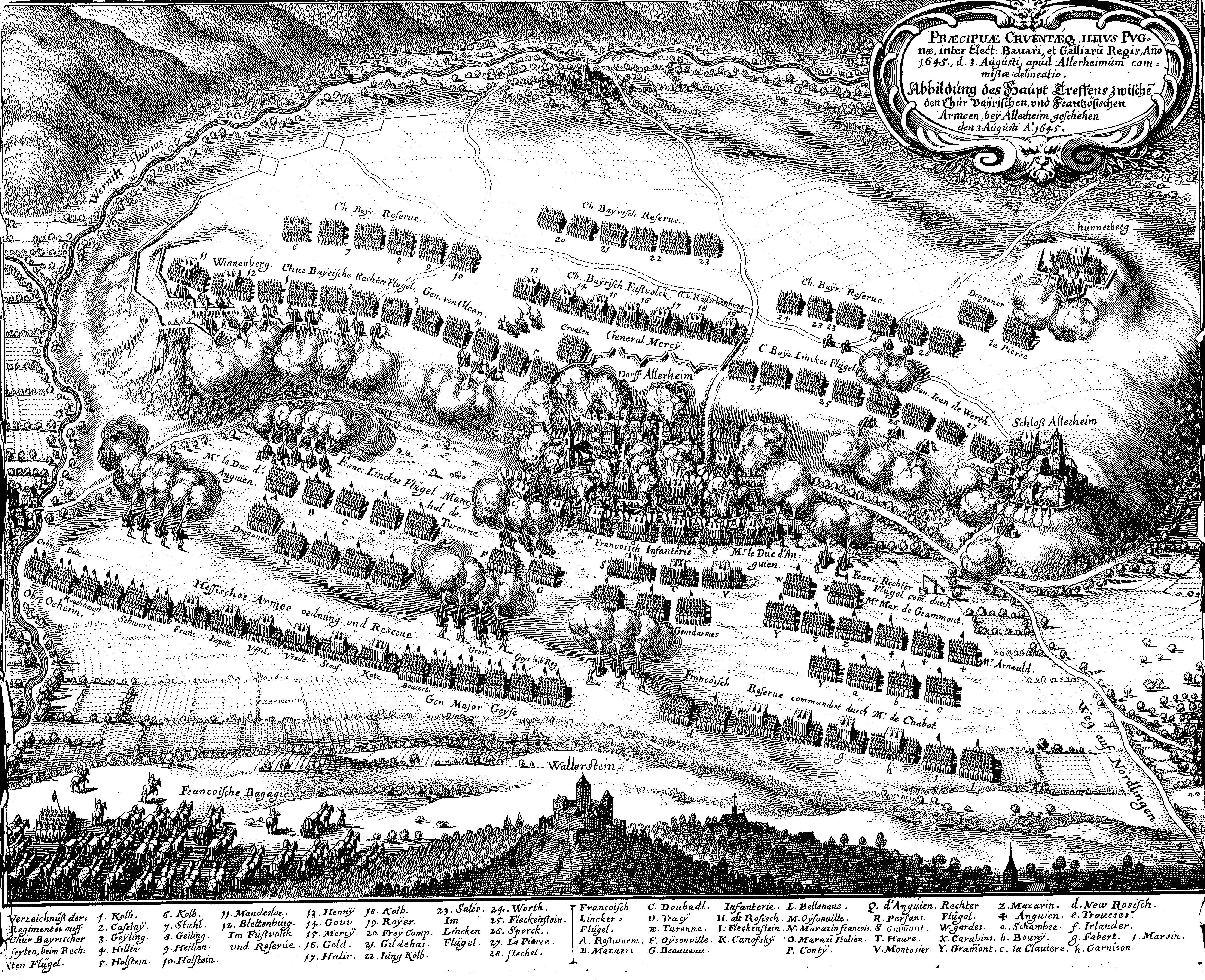
Het Franse leger aan de Rijn bij Speyer in 1645
(1707), Matthäus Merian de Oude

Ook in 1645 versloeg Condé het Beierse leger, toen bij de strijd om Alerheim. Deze keer kwam Franz von Mercy zelf om het leven. Condé richtte ter plaatse een gedenksteen voor hem op met het scriptum: Sta Viator, Heroem Calcas. In 1646 veroverde Condé Duinkerke op de Spanjaarden, waarna hij zijn naam voorgoed had gevestigd op het Europese strijdtoneel.
In 1646 stierf zijn vader. Hij erfde de titel Prince de Condé en werd hertog van Picardië en Bourgondië, etc. Hij erfde een enorm vermogen en ging deel uitmaken van de kroonraad, het belangrijkste adviesorgaan van Anna van Oostenrijk, de koningin-moeder. De slag bij Lens op 20 augustus 1648 - het laatste grote treffen tussen de legers van Spanje en Frankrijk voor de Vrede van Westfalen - eindigde met een overwinning van Condé op Leopold Willem van Oostenrijk.
Al deze machtsfactoren in combinatie met zijn successen op het slagveld maakten Condé een grote bedreiging voor Anna van Oostenrijk en Jules Mazarin. Hij stuitte steeds meer op jaloezie en intriges, en door zijn onpolitieke voorkeur om conflicten met de hand op te lossen, kreeg hij lange tijd geen opdrachten, behalve een kleine campagne tegen het koninkrijk Aragon. Maar het leger werd slecht uitgerust door Mazarin en de tocht liep uit op een teleurstelling.

## Fronde

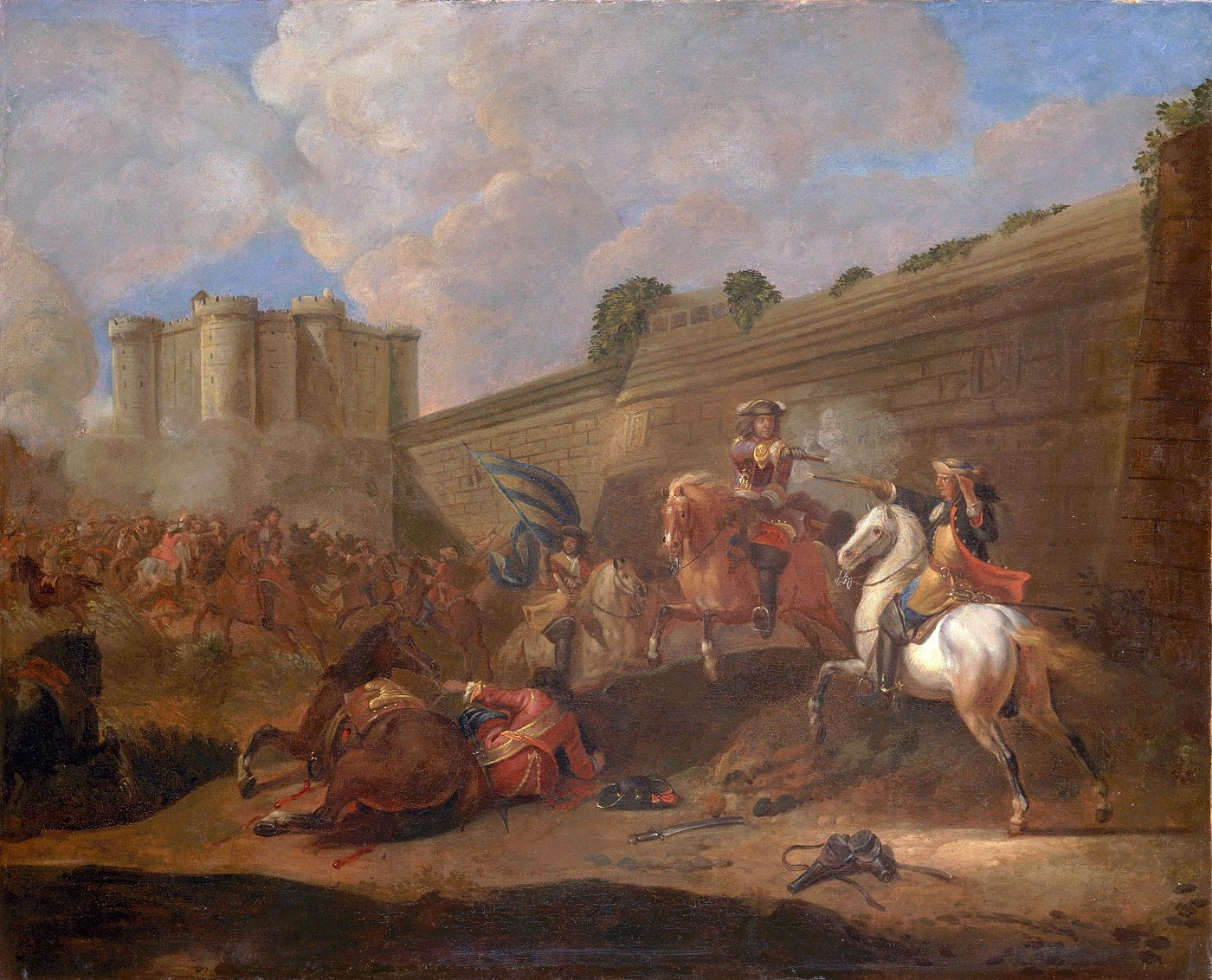
Condé en Turenne strijden voor de poorten van Parijs
(17e eeuw), Kasteel van Versailles

Condé speelde een belangrijke rol in de Fronde, de rebellie van het Franse parlement tegen de Franse koning. Zijn broer Armand en vooral zijn zus Anna, de hertogin van Longueville, die veel lobbywerk deed voor de Fronde, en haar man, behoorden tot de eerste Fronde, evenals maarschalk Turenne. Mazarin verhoogde de belasting waarop het Parlement de bevoegdheid verlangde om de regering te controleren. Er werden barricades opgeworpen in de stad en toen het onrustig bleef nam de regentes haar toevlucht in Saint-Germain-en-Laye. Van januari tot maart 1649 legde Condé in opdracht van Mazarin een blokkade om Parijs met als resultaat dat het hof kon terugkeren. Aan de opstandelingen werd een generaal pardon verleend. Zijn loyaliteit nam af toen hij in de problemen raakte aan het hof, waar men in hem een groot gevaar zag. In januari 1650 veroorzaakte zijn arrestatie door Mazarin opstanden in de provincie. Op 26 maart vroeg hij per brief aan Christina van Zweden om hem te helpen.
Nadat hij, zijn broer en zijn zwager zonder proces een jaar gevangen waren gehouden in het kasteel van Vincennes, koos het Parlement voor de Fronde en voor Condé. Condé lag evenwel al snel overhoop met het parlement en liet zich als gouverneur in Guyenne benoemen. Hij begon vanuit Bordeaux een tweede Fronde, ook wel 'de Rebellie van de Prinsen' genaamd, aangezien een aantal prinsen en prinsessen uit het Huis Bourbon hierbij betrokken waren. Condé sloot op 6 november 1651 een verdrag met Spanje tegen een aanzienlijke vergoeding en voordelige afspraken over de verdeling na de strijd. 
Op 2 juli 1652 werd Condé door Turenne - die deze keer aan de zijde van de koning stond - verslagen bij Parijs. Zijn nicht Anna van Montpensier vuurde vanaf de Bastille kanonskogels af op de koninklijke troepen, zodat Lodewijk met zijn neef (François Henri de Montmorency-Bouteville) de stad konden ontvluchten. Hij verliet Parijs op 13 oktober 1652. In november verloor hij al zijn functies. Condé is met zijn regiment overgelopen naar de Spaanse Nederlanden. Mazarin liet hem op 27 maart 1654 bij verstek ter dood veroordelen en zijn bezittingen confisqueren. Eind 1654 verbleef hij in de Zuidelijke Nederlanden en presenteerde zich als de graaf van Vlaanderen.
In december 1654 wenste Condé door de voormalige koningin Christina op dezelfde wijze te worden ontvangen als aartshertog Leopold-Willem. Condé bleek erg gehecht aan zijn status en een eerste ontmoeting werd uitgesteld. Toen Nicolaas II Frans van Lotharingen wel op die wijze werd ontvangen, was hij zwaar beledigd. Christina had afstand gedaan van een titel, iets waar Condé naar streefde, zodat er een toevallige ontmoeting werd georganiseerd. Condé lag moeilijk bij de Fransen, maar inmiddels ook bij de Spanjaarden, omdat hij steeds zijn zin wilde doordrijven. Zijn leger integreerde niet en hij wilde alleen op Franse bodem vechten, omdat hij dan die veroveringen mocht behouden. Condé begon op eigen gelegenheid paspoorten uit te schrijven, wat door de landvoogd niet werd geaccepteerd.
Na de Slag bij Duinkerke, waar Condé een nederlaag incasseerde tegen Turenne en zijn vaderland, besloot hij na de Vrede van de Pyreneeën in 1659 terug te keren naar het Franse kamp. Zijn eerdere overwinningen en verdiensten zijn door zijn neef Lodewijk XIV niet vergeten. Deze verleent hem gratie en geeft het leeuwendeel van zijn eerdere bezittingen terug. Ver van Versailles richtte Condé nu al zijn aandacht op de verfraaiing van zijn landgoed Kasteel van Chantilly. Het park liet hij ontwerpen door de beroemde landschapsarchitect André le Nôtre, die later ook Versailles zou ontwerpen. Condé nam François Vatel in dienst als intendant en maître d'hotel.

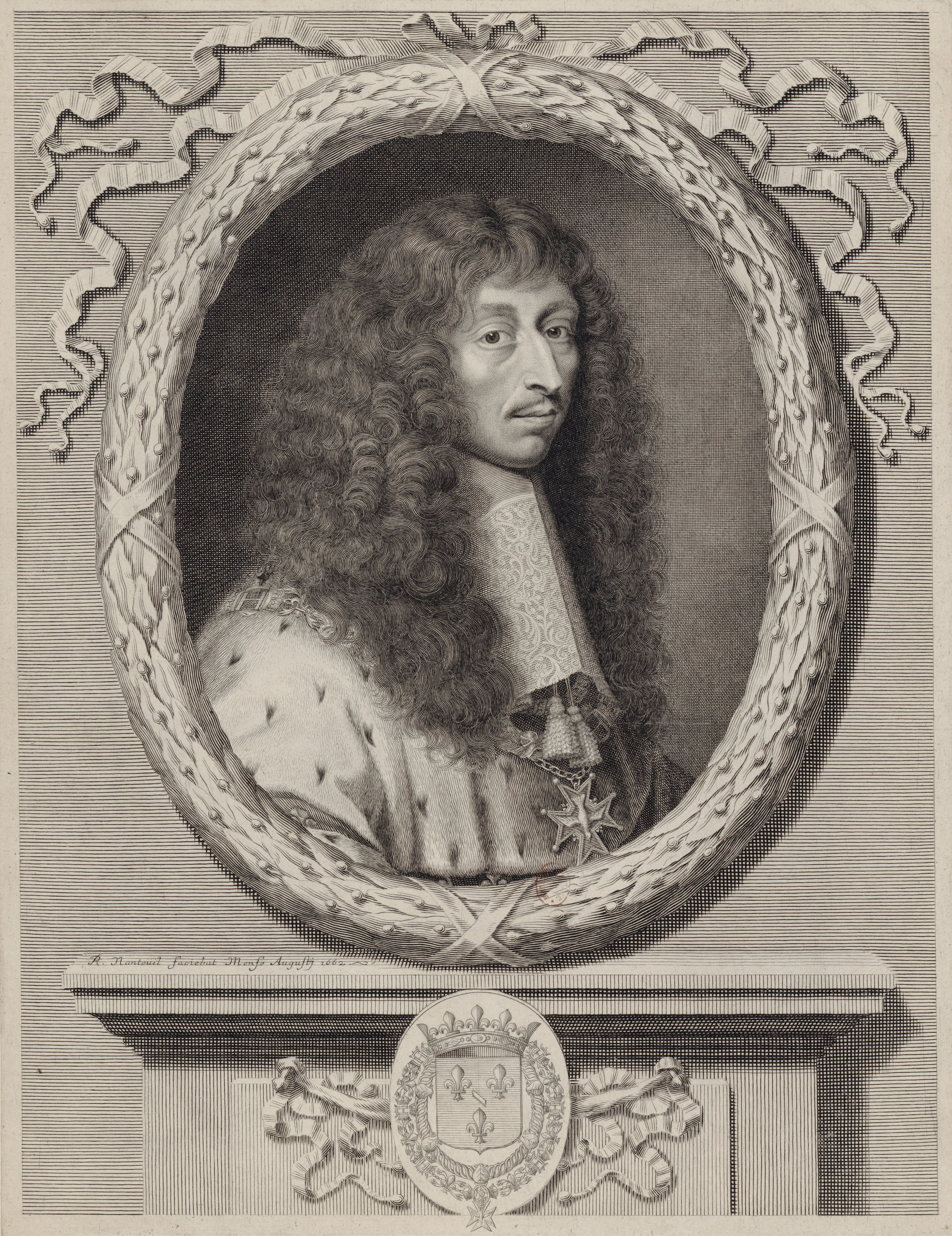
Gravure van Louis II de Bourbon, prins van Condé
(1662), Robert Nanteuil, Bibliothèque nationale de France

In 1668 moest hij in opdracht van Lodewijk XIV Franche-Comté bezetten. Ook Condé zag zichzelf als opvolger van de Poolse koning Jan II Casimir van Polen en werd een concurrent van de voormalige Zweedse koningin.

## Condé en de Republiek
In 1672 ondernam Lodewijk II een veldtocht tegen de Republiek der Zeven Verenigde Nederlanden. Henry de la Tour en Condé trokken richting de Maas. Op 17 mei lag het leger voor Wezet. De aanvoerders waren het oneens of Maastricht aangevallen moest worden. Turenne was tegen en liet 10.000 man achter als rugdekking. Op 28 mei was Condé gevorderd tot Kaiserswerth en op 12 juni stond het leger voor Lobith, klaar om de Rijn over te steken. Condé raakte gewond tijdens de oversteek. Turenne nam het commando over en splitste het leger in tweeën. Zowel Arnhem als Nijmegen werden belegerd. Lodewijk XIV trok naar Doesburg, zijn broer Philippe naar Zutphen. Grol en Deventer werden belegerd door de Duitse bisschop Bernard van Galen. Op 19 juni viel Naarden; 30 juni lagen de Fransen voor Gorkum. François Henri de Montmorency-Bouteville nam het commando van Condé over. De Grote Keurvorst rukte inmiddels vanuit het oosten op.
Maarschalk Luxembourg, die tot genoegen van zijn manschappen kastelen langs de Vecht liet plunderen, had eind 1672 schoon genoeg van zijn verblijf in de ondergelopen polders. Condé, lijdend aan podagra, nam tegen zijn zin het bevel weer over. De Markies van Louvois gaf hem de opdracht wreed en onbarmhartig te zijn en zo veel mogelijk in brand te steken.
De Prins van Condé had tijdelijk het kasteel bij Amerongen betrokken, verlaten door Margaretha Turnor en vervolgens het huis van oud-burgemeester Johan van Nellesteyn aan het Janskerkhof in Utrecht. De stad Utrecht werd aan de vijand ten prooi gegeven. Op 1 juni 1673 (?) trok de bisschop van Neercassel door de stad in processie. Een aanval op Nieuwersluis door Hendrik III Julius van Bourbon-Condé, zijn zoon, mislukte. Het leger trok verder naar Naarden.
Condé lag voor Schoonhoven en wilde via Dordrecht Rotterdam aanvallen. Hij richtte zijn troepenmacht op het zuiden om Breda en Den Bosch te bedreigen. De steden Bommel en Grave kregen een Franse bezetting van 6000 man.
Nadat de Nederlandse dijken werden geopend, konden de Fransen hun opmars niet doorzetten en trokken zij zich terug tot de Piéton. Op deze terugweg namen ze alles van waarde mee: meubels, dieren, vruchten en zelfs de daken van de huizen. Ze gingen ook diep in de - voor hun onbekende - mergelgroeven te Zussen om naar vee en spullen te zoeken.
De Slag bij Seneffe (11 augustus 1674) tussen een Frans leger onder Condé, met dertig jaar ervaring en de beste ruiterij ter wereld en een gecombineerd Nederlands-Spaans-Habsburgs-Duits leger onder de jonge en onervaren stadhouder Willem III eindigde onbeslist. Beide partijen claimden de overwinning. Het was de bloedigste slag van het jaar.

## Latere leven

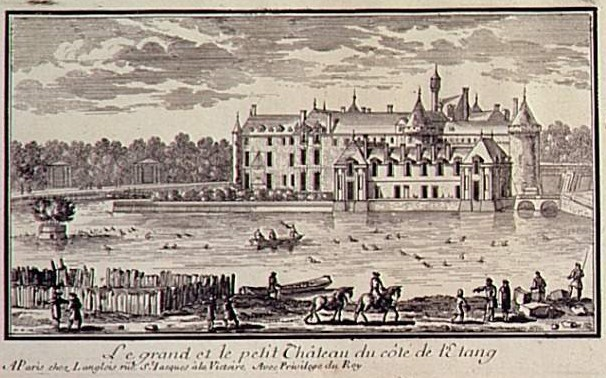
Gravure van het grote en kleine kasteel van Chantilly in de 17e eeuw
Adam Pérelle

Condé nam in 1675 ontslag, krom lopend van de jicht. Hij spendeerde zijn laatste jaren veel op zijn landgoed en kasteel Chantilly, maar bleef nauw betrokken bij de Franse veldslagen en bleef adviseur voor andere generaals. Hij wordt geroemd door zijn koning die hem officieel de titel 'de Grote Condé' toekent, en hem een grote rose diamant, le ”Grand Condé” schenkt. Tijdens deze ceremonie moet Condé zich tijdens een buiging voor de koning verontschuldigen, omdat hij zoveel pijn heeft van de jicht. "Het spijt me," zegt hij tegen de vorst. "Ik heb wat moeite met lopen." Waarop Lodewijk XIV antwoordde; "Neef, als ik zo met lauweren was getooid als u, zou ik ook moeilijk lopen."
Op Chantilly omringde hij zich met schilders, schrijvers en toneelspelers, waaronder Molière. Hij stierf op 65-jarige leeftijd op kasteel Fontainebleau aan pokken, na met Gourville nog zijn testament te hebben opgesteld. Lodewijk XIV reageerde op zijn dood met de woorden; "Ik heb zojuist de grootste man uit mijn koninkrijk verloren." Condé heeft een praalgraf in de kerk van het familiedomein in Vallery (Bourgondië), waar alle prinsen en prinsessen van het geslacht Condé zijn bijgezet.

## Trivia
- Condé kreeg een humanistische opvoeding en was zijn hele leven een libertijns denker. Hij was in het bezit van de Tractatus theologico-politicus (1670) van Baruch Spinoza.[21] Hij was ook van plan de filosoof in 1672 naar Utrecht uit te nodigen. Om onduidelijke redenen werd het geplande onderhoud afgezegd.
- Hoewel hij zich met schoonheid omringde, stond Condé zelf niet als knappe verschijning bekend. Vijanden spraken vooral minachtend over zijn haviksneus. Dubois-Hus schreef in zijn boek Le Prince Illustre (1665): "Il était d'une laideur impressionnante et tragique, et avait un élan extraordinaire." (Hij was een indrukwekkende en tragische lelijkheid, en beschikte over een buitengewoon elan).
- Condé staat (deels) model voor Cyrus de Grote in de langdradige romancyclus over de Assyrische oudheid Artemène ou le Grand Cyrus, door Madeleine en Georges de Scudéry. De cyclus telt 13.095 pagina's in 12 delen en verscheen tussen 1649 en 1653. Ook Turenne wordt met een personage geëerd (de koning van Assyrië).
- Franciscus van den Enden steunde hem tijdens de Fronde en Isaac la Peyrère was de secretaris van Condé.
- Tijdens zijn laatste strijd zat Condé ruim 26 uur in het zadel, zijn voeten in slippers vanwege de pijn en zwellingen van de jicht. Hij steeg alleen drie keer af omdat zijn strijdros tot drie keer toe onder hem vandaan werd geschoten.
- Na zijn overlijden liet de François Henri de Montmorency-Bouteville een bronzen en een terracotta buste en een volledig standbeeld van marmer van Condé maken door Antoine Coysevox.[22]
- Frederik II van Pruisen noemde zijn lievelingspaard, een witgrijze schimmel, De Grote Condé.

## Voorouders
| Voorouders van Lodewijk II van Bourbon-Condé (1621-1586) | Voorouders van Lodewijk II van Bourbon-Condé (1621-1586)                                    | Voorouders van Lodewijk II van Bourbon-Condé (1621-1586)                                    | Voorouders van Lodewijk II van Bourbon-Condé (1621-1586)                                    | Voorouders van Lodewijk II van Bourbon-Condé (1621-1586)                                    | Voorouders van Lodewijk II van Bourbon-Condé (1621-1586)                                    | Voorouders van Lodewijk II van Bourbon-Condé (1621-1586)                                    | Voorouders van Lodewijk II van Bourbon-Condé (1621-1586)                                    |                                                                                             |
| -------------------------------------------------------- | ------------------------------------------------------------------------------------------- | ------------------------------------------------------------------------------------------- | ------------------------------------------------------------------------------------------- | ------------------------------------------------------------------------------------------- | ------------------------------------------------------------------------------------------- | ------------------------------------------------------------------------------------------- | ------------------------------------------------------------------------------------------- | ------------------------------------------------------------------------------------------- |
| Overgrootouders                                          | Lodewijk I van Bourbon-Condé (1530-1569) ∞ Eleonore de Roye (1535-1564)                     | Lodewijk I van Bourbon-Condé (1530-1569) ∞ Eleonore de Roye (1535-1564)                     | Lodewijk III de la Trémoille (1521-1577) ∞ Johanna van Montmorency (1528-1596)(1463-1521)   | Lodewijk III de la Trémoille (1521-1577) ∞ Johanna van Montmorency (1528-1596)(1463-1521)   | Anne van Montmorency (1493-1567) ∞ Madeleine de Savoie (1510–1586)                          | Anne van Montmorency (1493-1567) ∞ Madeleine de Savoie (1510–1586)                          | Jacques de Budos (1537-1596) ∞ Catherine de Clermont-Montoison (1505-1554)                  | Jacques de Budos (1537-1596) ∞ Catherine de Clermont-Montoison (1505-1554)                  |
| Grootouders                                              | Hendrik I van Bourbon-Condé (1552-1588) ∞ Charlotte de la Trémoille (1568-1629)             | Hendrik I van Bourbon-Condé (1552-1588) ∞ Charlotte de la Trémoille (1568-1629)             | Hendrik I van Bourbon-Condé (1552-1588) ∞ Charlotte de la Trémoille (1568-1629)             | Hendrik I van Bourbon-Condé (1552-1588) ∞ Charlotte de la Trémoille (1568-1629)             | Hendrik I van Montmorency (1534-1614) ∞ Louise de Budos (-1625)                             | Hendrik I van Montmorency (1534-1614) ∞ Louise de Budos (-1625)                             | Hendrik I van Montmorency (1534-1614) ∞ Louise de Budos (-1625)                             | Hendrik I van Montmorency (1534-1614) ∞ Louise de Budos (-1625)                             |
| Ouders                                                   | Hendrik II van Bourbon-Condé (1588-1646) ∞ Charlotte Margaretha van Montmorency (1594-1650) | Hendrik II van Bourbon-Condé (1588-1646) ∞ Charlotte Margaretha van Montmorency (1594-1650) | Hendrik II van Bourbon-Condé (1588-1646) ∞ Charlotte Margaretha van Montmorency (1594-1650) | Hendrik II van Bourbon-Condé (1588-1646) ∞ Charlotte Margaretha van Montmorency (1594-1650) | Hendrik II van Bourbon-Condé (1588-1646) ∞ Charlotte Margaretha van Montmorency (1594-1650) | Hendrik II van Bourbon-Condé (1588-1646) ∞ Charlotte Margaretha van Montmorency (1594-1650) | Hendrik II van Bourbon-Condé (1588-1646) ∞ Charlotte Margaretha van Montmorency (1594-1650) | Hendrik II van Bourbon-Condé (1588-1646) ∞ Charlotte Margaretha van Montmorency (1594-1650) |